# Maria Izabela Orleańska
Maria Izabela Orleańska, właściwie: María Isabel Francisca de Asis Antonia Luisa Fernanda Cristina Amelia Felipa Adelaide Josefa Elena Enriqueta Carolina Justina R de Orléans y Borbón (ur. 21 września 1848, w Sewillii, zm. 23 kwietnia 1919, w Villamanrique de la Condesa) – infantka hiszpańska.
Urodziła się 21 września 1848 w Sewillii jako pierwsze dziecko Antoniego Orleańskiego, księcia Montpensier (najmłodszego syna Ludwika Filipa I, ostatniego Króla Francuzów i jego żony Marii Amelii Sycylijskiej) oraz infantki hiszpańskiej Ludwiki Ferdynandy. Wszyscy jej dziadkowie oraz siedmioro spośród ośmiorga pradziadków należeli do francuskiego królewskiego rodu Burbonów.
30 maja 1864 r. poślubiła swojego kuzyna Ludwika Filipa Orleańskiego, hrabiego Paryża, pretendenta do tronu francuskiego jako Filip VII. Z tego związku urodziło się ośmioro dzieci:
- Marie Amélie Louise Hélène d’Orléans (1865–1951)

∞ 1886 Karol I, król Portugalii
- Louis Philippe Robert, książę Orleanu (1869–1926)
- Hélène Louise Françoise Henriette d’Orléans (1871–1951)

∞ 1895 Emmanuel Filibert, książę Aosty
- Charles Philippe d’Orléans (ur. i zm. 1875)
- Isabelle Marie Laure Mercédès Ferdinande d’Orléans (1878–1961)

∞ 1899 Jan Orleański, książę Guise
- Jacques Marie Clément d’Orléans (1880–1881)
- Louise Françoise Marie Laure d’Orléans (1882–1958)

∞ 1907 Karol Tankred, książę Sycylii
- Ferdinand François Philippe Marie Laurent, książę Montpensier (1884–1924)

∞ 1921 Maria Isabelle Gonzales de Olañeta et Ibaretta, markiza Valdeterrazo
Zmuszeni opuścić Francję, Maria Izabela z mężem udali się od Anglii. W 1871 r. pozwolono im powrócić do Francji, gdzie mieszkali w Hôtel Matignon w Paryżu, a następnie w zamku d'Eu w Normandii. W 1886 r. byli ponownie zmuszeni opuścić Francję. W 1884 r. mąż Marii Izabeli zmarł w miejscowości Stowe w hrabstwie Buckinghamshire w Anglii. Po powrocie do Francji Maria Izabela mieszkała w zamku Randan, a zmarła w swoim pałacu w Villamanrique de la Condesa koło Sewilli. Pochowana jest w kaplicy królewskiej w Dreux.